# Bracon fadiche
Bracon fadiche är en stekelart som beskrevs av Ahmet Beyarslan 1996. Bracon fadiche ingår i släktet Bracon och familjen bracksteklar. Inga underarter finns listade.